# Liste d'élections en 1861
Chronologie des élections
- 1857
- 1858
- 1859
- 1860
- 1861
- 1862
- 1863
- 1864
- 1865

Cet article recense les élections organisées durant l'année 1861.

## Élections nationales en 1861
Cette section concerne les élections législatives et présidentielles dans un état souverain, éventuellement fédéral, ainsi que leurs principaux référendums.
| Date                          | État                    | Élection ou référendum                    | Contexte                                                          | Résultat |
| ----------------------------- | ----------------------- | ----------------------------------------- | ----------------------------------------------------------------- | --- |
| 6 août 1860 - 24 octobre 1861 | États-Unis              | Législatives (chambre (en) et sénat (en)) |                                                                   | Cette section est vide, insuffisamment détaillée ou incomplète. Votre aide est la bienvenue ! Comment faire ? |
| 1861                          | Hongrie                 | Législatives (en)                         |                                                                   | Cette section est vide, insuffisamment détaillée ou incomplète. Votre aide est la bienvenue ! Comment faire ? |
| 16 janvier                    | Grèce                   | Législatives                              |                                                                   | Cette section est vide, insuffisamment détaillée ou incomplète. Votre aide est la bienvenue ! Comment faire ? |
| 27 janvier - 3 février        | Italie                  | Législatives                              |                                                                   | Cette section est vide, insuffisamment détaillée ou incomplète. Votre aide est la bienvenue ! Comment faire ? |
| 2 avril                       | Équateur                | Présidentielle (es)                       |                                                                   | Cette section est vide, insuffisamment détaillée ou incomplète. Votre aide est la bienvenue ! Comment faire ? |
| 22 avril                      | Portugal                | Législatives (en)                         |                                                                   | Cette section est vide, insuffisamment détaillée ou incomplète. Votre aide est la bienvenue ! Comment faire ? |
| 7 mai                         | Liberia                 | Présidentielle                            | Le président en exercice, Stephen Allen Benson est seul candidat. | Benson est réélu, pour un quatrième et dernier mandat.                                                        |
| 7 mai                         | Liberia                 | Référendum constitutionnel (en)           |                                                                   | Le nombre de représentants du comté de Maryland à la Chambre des représentants est porté de 1 à 3.            |
| 10 juin                       | Confédération grenadine | Présidentielle                            |                                                                   | Cette section est vide, insuffisamment détaillée ou incomplète. Votre aide est la bienvenue ! Comment faire ? |
| 11 juin                       | Belgique                | Législatives (nl)                         |                                                                   | Cette section est vide, insuffisamment détaillée ou incomplète. Votre aide est la bienvenue ! Comment faire ? |
| 30 juin - 15 juillet          | Mexique                 | Fédérales                                 |                                                                   | Cette section est vide, insuffisamment détaillée ou incomplète. Votre aide est la bienvenue ! Comment faire ? |
| 16 juillet                    | Chili                   | Présidentielle (es)                       |                                                                   | Cette section est vide, insuffisamment détaillée ou incomplète. Votre aide est la bienvenue ! Comment faire ? |
| 18 septembre                  | Chili                   | Présidentielle (en)                       |                                                                   | José Joaquín Pérez est élu président, à l'unanimité des grands électeurs sauf deux abtentions                 |
| 6 novembre                    | États confédérés        | Présidentielle                            |                                                                   | Cette section est vide, insuffisamment détaillée ou incomplète. Votre aide est la bienvenue ! Comment faire ? |

## Élections en subdivisions nationales en 1861
Cette section concerne les élections législatives dans un État fédéré, une subdivision territoriale ou une colonie d'un État souverain, ainsi que leurs principaux référendums.
| Date                            | Subdivision      | État               | Élection ou référendum | Contexte                                               | Résultat |
| ------------------------------- | ---------------- | ------------------ | ---------------------- | ------------------------------------------------------ | --- |
| 12 décembre 1860 - 28 mars 1861 | Nouvelle-Zélande | Empire britannique | Législatives (en)      |                                                        | Cette section est vide, insuffisamment détaillée ou incomplète. Votre aide est la bienvenue ! Comment faire ? |
| 1861                            | Terre-Neuve      | Empire britannique | Générales (en)         | 8e mandature                                           | Cette section est vide, insuffisamment détaillée ou incomplète. Votre aide est la bienvenue ! Comment faire ? |
| 1861                            | Îles Féroé       | Danemark           | Générales (en)         |                                                        | Cette section est vide, insuffisamment détaillée ou incomplète. Votre aide est la bienvenue ! Comment faire ? |
| Mars                            | Bohême           | Empire d'Autriche  | Régionales (cs)        |                                                        | Cette section est vide, insuffisamment détaillée ou incomplète. Votre aide est la bienvenue ! Comment faire ? |
| 24 - 30 mars                    | Dalmatie         | Empire d'Autriche  | Législatives (en)      | Élections constitutives pour la Diète de Dalmatie (en) | Cette section est vide, insuffisamment détaillée ou incomplète. Votre aide est la bienvenue ! Comment faire ? |
| 14 juin                         | Danemark         | Danemark           | Législatives (en)      |                                                        | Cette section est vide, insuffisamment détaillée ou incomplète. Votre aide est la bienvenue ! Comment faire ? |